# گری برتون
گری برتون (انگلیسی: Gary Burton؛ زادهٔ ۲۳ ژانویهٔ ۱۹۴۳) موسیقی‌دان، ویبرافوننواز و مدرس موسیقی جاز اهل ایالات متحده آمریکا است که بین سال‌های ۱۹۶۰ تا ۲۰۱۷ میلادی فعالیت می‌کرد. او از پیشگامان جاز فیوژن و از محبوب‌کنندگان دونوازی جاز بود. همچنین تکنیک پیانوی چهارضربی را در مقابل تکنیک دوضربی رایج در آن موقع ابداع کرد که بسیار مورد تقلید قرار گرفت.
برتون بارها برندهٔ جایزه گرمی شده که غالباً در همکاری با چیک کوریا رقم خورده‌است.